# حملة ثاديوس ماكوتر الرئاسية، 2012
سعى عضو الكونجرس ثاديوس ماكوتر من ميشيغان دون جدوى إلى ترشيح الحزب الجمهوري لعام2012لمنصب رئيس الولايات المتحدة.أعلن عن نيته الترشح عندما قدم أوراقًا إلى لجنة الانتخابات الفيدرالية في1يوليو2011، وأعلن ترشيحه رسميًا في اليوم التالي في مهرجان موسيقى الروك بالقرب من ديترويت.
تم ذكر ماكوتر، الذي خدم في الكونجرس منذ عام2003، لأول مرة كمرشح رئاسي محتمل في حلقة أبريل 2011 من قناة فوكس نيوز Red Eye w / Greg Gutfeld.بعد دخوله السباق بعد شهرين، استند ماكوتر في حملته إلى«خمسة مبادئ أساسية» مدرجة في موقع حملته على الإنترنت، واستخدم الشعار اغتنم الحرية!، مشتق من عنوان كتابه 2011. خلال الحملة، ركز على إصلاح الحكومة ووول ستريت.
وأشار المعلقون إلى أن افتقار ماكوتر إلىالتعرف على الاسم أعاق فرصه في الترشيح.عند إدراجه في استطلاعات الرأي الجمهوري عن التفضيل الرئاسي، حصل بانتظام على أقل من1٪من التأييد. بعد الانتهاء من المركز الأخير في استطلاع أميس سترو وعدم وجود أي دعوة للمناقشات الرئاسية، أسقط ترشيحه في22 سبتمبر2011، وأيد ميت رومني.بعد ذلك، ورد أن مكوتر كتب طيارًا تلفزيونيًا، تم الإفراج عنه لوسائل الإعلام قبل استقالته من الكونجرس في يوليو 2012 وسط تحقيق احتيال أحاط بحملته الانتخابية في الكونجرس.

## خلفية
بدأ ثاديوس ماكوتر حياته السياسيةبعد انتخابه في لجنة مقاطعة واين (ميشيغان) في عام1993.بعد خمس سنوات، ترك هذا المنصب بعد فوزه بمقعد في مجلس شيوخ ولاية ميشيغان. وظل هناك حتى عام2002عندما تم انتخابه لخدمة منطقة الكونجرس الحادي عشر في ميشيغان في مجلس النواب بالولايات المتحدة.

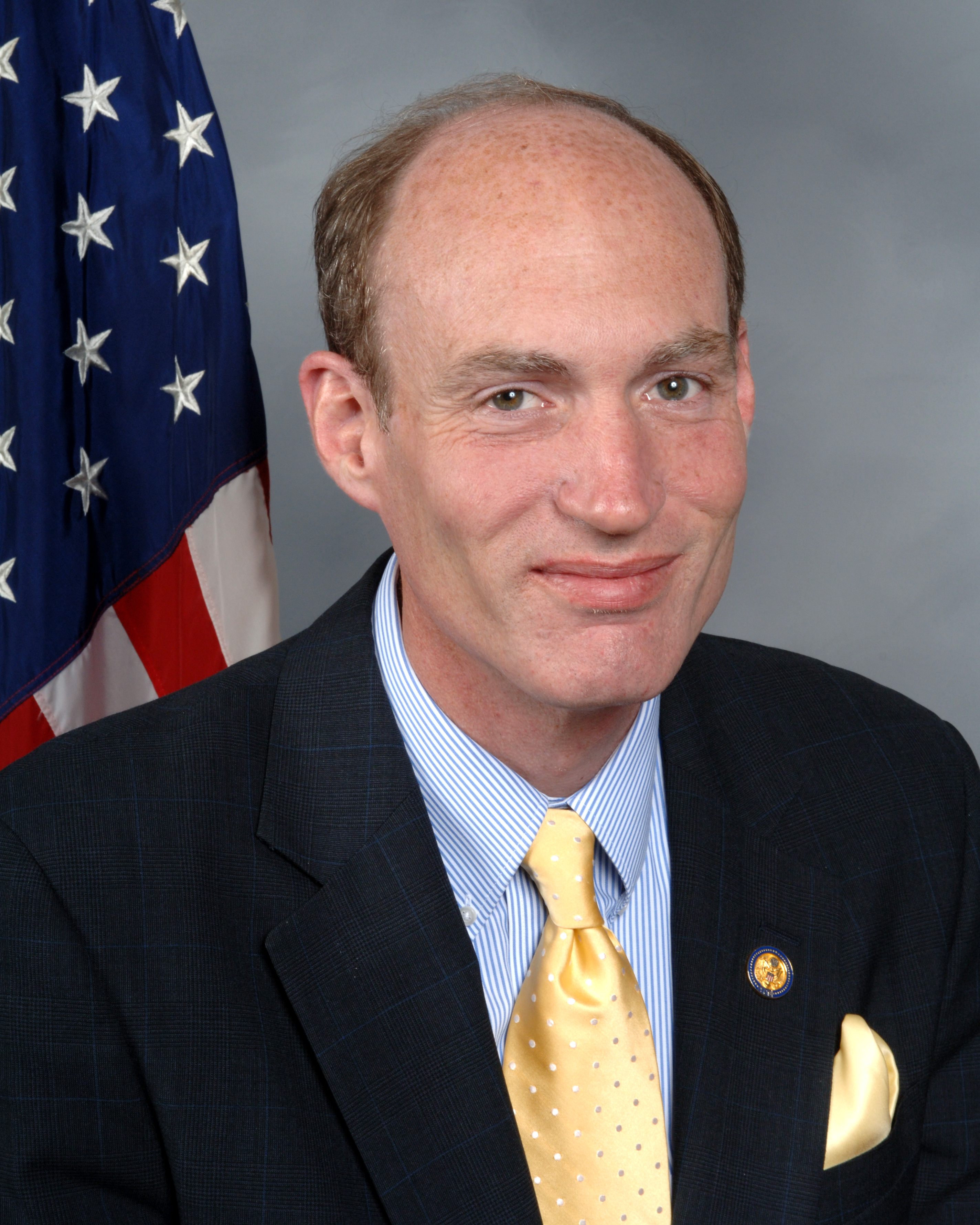
صورة رسمية للكونجرس لثاديوس مكوتر.

في الكونجرس، عينت القيادة ماكوتر في لجنة الخدمات المالية بمجلس النواب.بالإضافة إلى ذلك، انضم إلى الحزب الجمهوري المعتدل شراكة الشارع الرئيسي. في عام 2006، تولى رئاسة لجنة السياسة الجمهورية بمجلس النواب، وبعد ذلك بعامين تم تعيينه رئيسًا لفريق العمل المعني بالنزاهة المالية في حزبه.في فرقة العمل، اكتسب سمعة كمعارض رئيسي لإنفاق براميل لحم الخنزير. صوت ضد قانون الاستقرار الاقتصادي الطارئ لعام 2008 وقانون الرعاية الصحية بأسعار معقولة لأمريكا لعام 2010، لكنه دعم إنقاذ صناعة السيارات في عام 2009.كما أيد زيادة الحد الأدنى للأجور ودعا إلى التجارة العادلة مع الصين.ومع ذلك، وصفته صحيفة ديترويت فري برس بأنه«محافظ من المحافظين»  ووصفه جوف تراك بأنه«جمهوري يميني متطرف».
كان ماكوتر معروفًا أيضًا باسم«غريب الأطوار» في الكونجرس، حيث أظهر روح الدعابة الساخرة.وعرفته بيتسي وودروف من مجلة ناشيونال ريفيو بأنه«أغرب عضو في الكونجرس». أظهر ولعه لموسيقى الروك، فقد عزف على الغيتار الرئيسي في التعديلات الثانية. أشار إليه الرئيس جورج دبليو بوش بأنه«رجل موسيقى الروك أند رول». علاوة على ذلك، ظهر مكوتر كثيرًا في برنامج فوكس نيوز في وقت متأخر من الليل / في الصباح الباكر،وهو Red Eye مع جريج جوتفيلد.وصفت بلومبرج بيزنس ويك شهرته بأنها «طائفة صغيرة من أتباع المحافظين الذين يعانون من الأرق».

## تكهنات الحملة

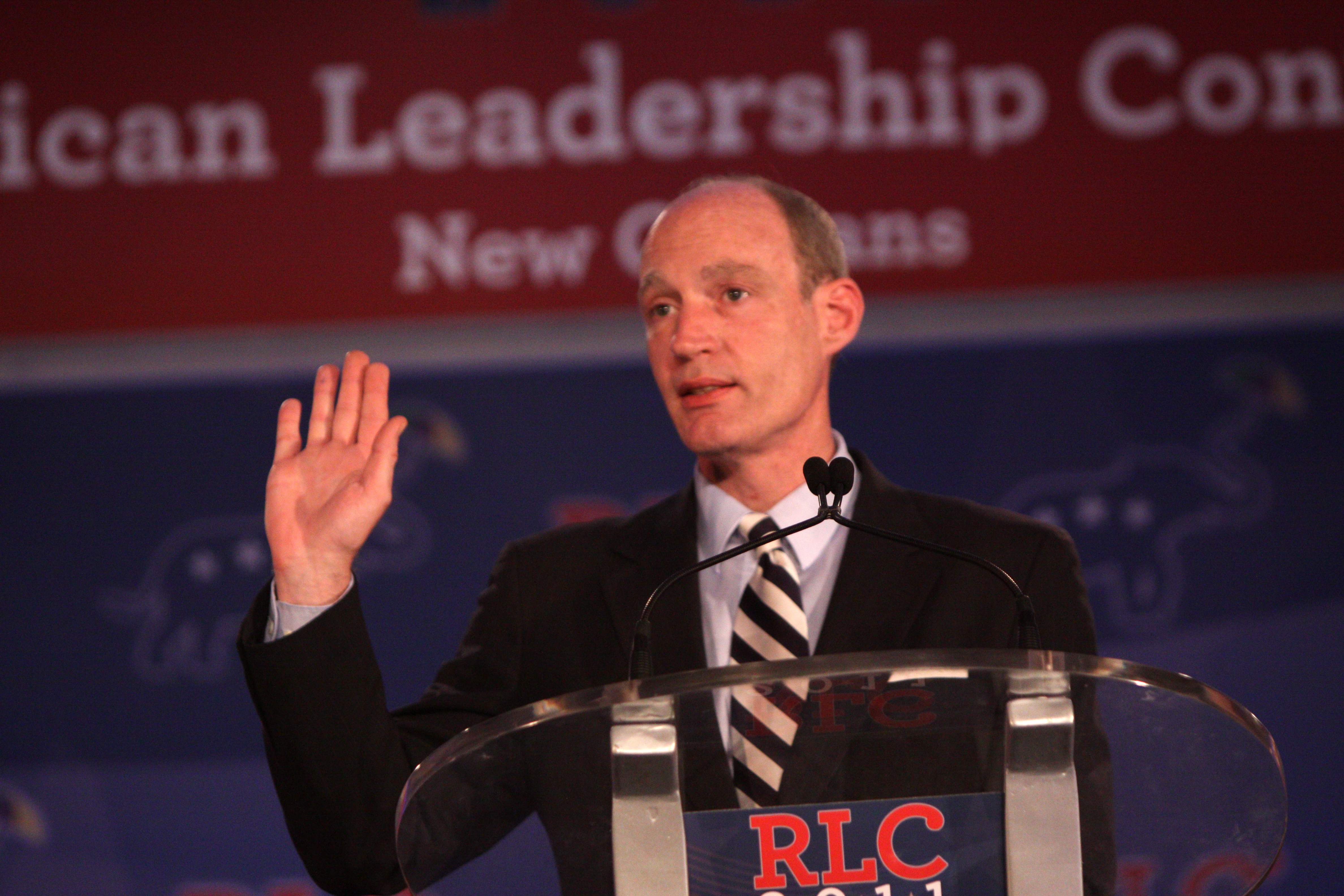
مكوتر يخاطب مؤتمر القيادة الجمهورية في 16 يونيو 2011.

بدأت التكهنات حول الترشح للرئاسة بعد عدة أشهر من إصدار كتابه في فبراير2011اغتنم الحرية!الحقائق الأمريكية والتجديد في عصر الفوضى.حدثت الحالة الأولى خلال حلقة22أبريل من Red Eye ، حيث طلب المضيف جريج جوتفيلد من ماكوتر دخول السباق الرئاسي. بعد خمسة أيام، أدرجت المعلقة السياسية وزميلتها المترددة على Red Eye SE Cupp ماكوتر كمرشح محتمل في عمودها Daily News. وأكد مكوتر في مايو أيار أنه يفكر جديا في الترشح للرئاسة.وقال لصحيفة بوليتيكو إنه يشعر أن معظم الجمهوريين يفتقرون إلى الحماس لمجموعة المرشحين الحالية.أعرب المعلق أندرو بريتبارت عن سعادته باحتمالية ترشح ماكوتر.قال بريتبارت، واصفًا إياه بأنه"فظ، وساخر، ومتحمس للثقافة الشعبية، وسليم دستوري، وصوت أصيل"،"[t]here's لا يوجد أحد أرغب في رؤيته أكثر في مناظرة من ماكوتر".
في مايو 2011، زادت التكهنات عندما هاجم ماكوتر المرشح الجمهوري ميت رومني أثناء زيارة رومني لديترويت.لقد ربط رومني بالرئيس باراك أوباما، بحجة أن الناس ينظرون إلى رومني وأوباما على أنهما زميلان بدلاً من منافسين. في وقت لاحق من ذلك الشهر، ألقى كلمة أمام مؤتمر القيادة الجمهورية في نيو أورلينز ودخل في استطلاع الرأي الخاص بالحدث. من أصل 1,542 votesتم الإدلاء به، حصل على اثنين، المركز الأخير من بين تلك التي تم النظر فيها. في هذا الوقت، ظل مكوتر مترددًا بشأن الجري، وفقًا لمساعديه، على الرغم من أنه دفع 18000دولار للحصول على مكان رئيسي في استطلاع آميس سترو في13أغسطس. خلال زيارة إلى ولاية أيوا، الولاية الأولى في التجمع الحزبي، أعلن ماكوتر أنه سيكشف عن خطط حملته قبل الاقتراع. في30يونيو، ذكرت بوليتيكو أن ماكوتر كان مستعدًا لبدء حملة.

## تطورات الحملة

### إعلان
class=wikitable
|-
| ذهب
| فضة
| برونز

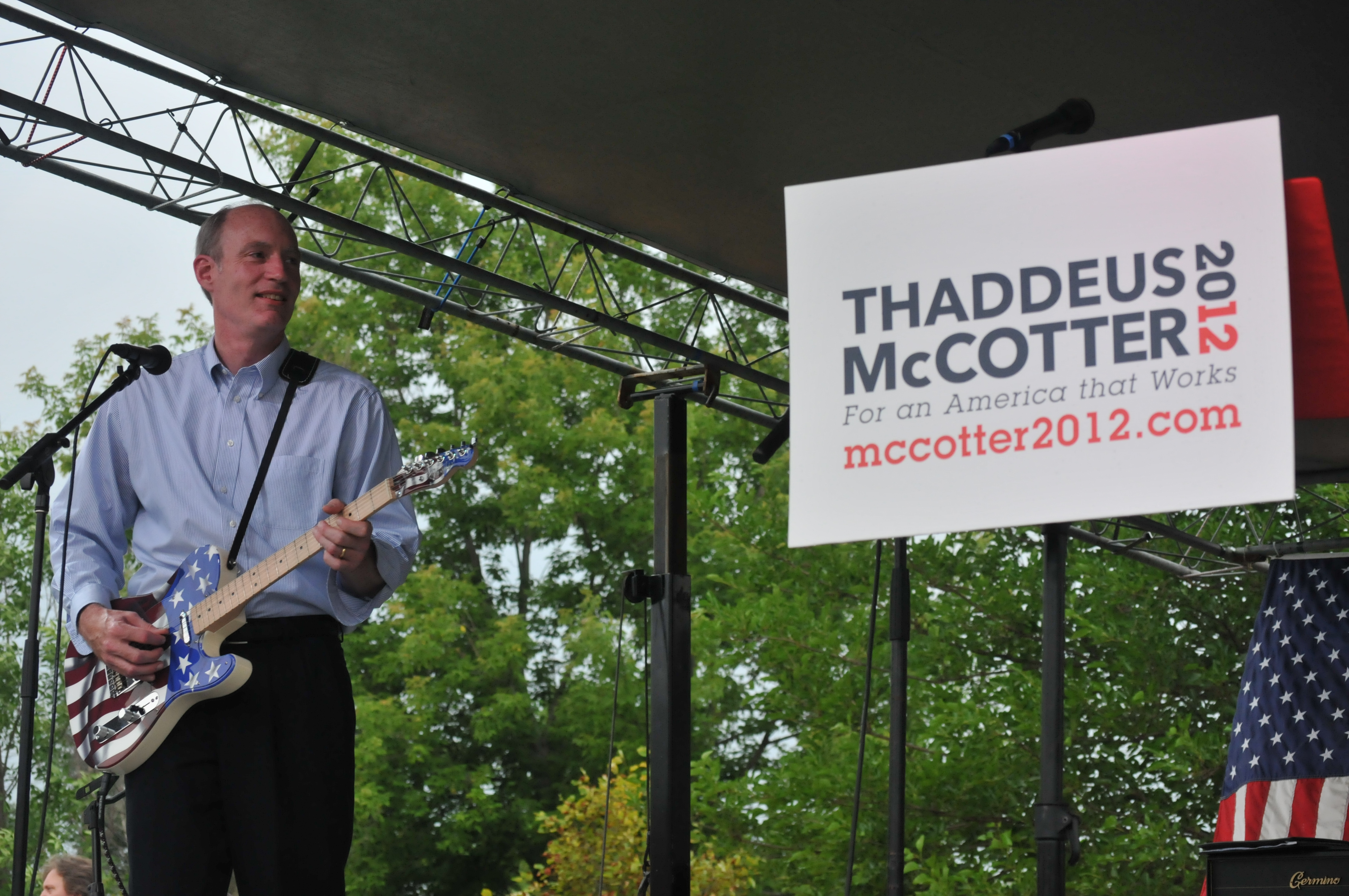
ماكوتر يعزف على الجيتار في إعلانه الرئاسي خلال "مهرجان الحرية" الذي ترعاه WAAM.

قدم ماكوتر بيانًا للجنة الحملة الرئاسيةمع لجنة الانتخابات الفيدرالية (FEC)  وافتتح موقعًا للحملة في1يوليو2011. الموقع الذي حذر من أن «حلمك الأمريكي في خطر» استند إلى كتابه«اغتنم الحرية»!وأدرجت«خمسة مبادئ أساسية». كانت هذه:
1. «حريتنا من الله لا الحكومة»
2. «سيادتنا في نفوسنا وليس التراب»
3. «أمننا من القوة لا الاستسلام»
4. «ازدهارنا من القطاع الخاص وليس القطاع العام»
5. «حقائقنا بديهية وليست نسبية»

أعلن مكوتر رسميا عن ترشحه في«مهرجان الحرية» الذي ترعاه WAAM في ويتمور ليك بولاية ميشيغان يوم2يوليو. وصرح أن «ما نحتاجه في واشنطن هو شخص يفهم أن موجة المستقبل ليست حكومة كبيرة، بل حكم ذاتي». لعب مع فرقة الروك الخاصة به في هذا الحدث. عند دخوله، صنف تشارلي كوك من The Cook Political Report فرص ماكوتر في الترشيح بأنها«مستحيلة عمليًا». وعلقت شبكة سي بي إس نيوز ومنافذ أخرى على افتقار ماكوتر إلى التعرف على اسمه ووصفته بأنه مرشح«غير معروف». ومع ذلك، أشارت Free Press إلى أن لديه حوالي480ألف دولار متاحة في حسابه بالكونغرس لتحويلها إلى حساب حملته الرئاسية. تم التعاقد مع عامل الاتصالات السياسية مارك كورالو مع مجموعة أساسية من المستشارين التي تضمنت رئيس موظفي السناتور السابق بيل فريست، إيريك أويليند، والممثل السابق لولاية أيوا كريستوفر رانتس.

### أحداث الحملة
عندما شرع مكوتر في أول رحلة رسمية له في حملته الانتخابية إلى ولاية نيو هامبشاير الأولى في البلاد، تلقى اهتمامًا إعلاميًا لرد فعل صحيفة مسقط رأسه على خوضه. كتبت افتتاحية في صحيفة أوكلاند برس ، ومقرها من مقاطعة أوكلاند بولاية ميشيغان، أن فكرة رئاسة ماكوتر «ليست فكرة لطيفة وهي في الحقيقة مخيفة بعض الشيء». وأضافت:«الممثل يتسم بالبرود والغطرسة والأنانية». ومع ذلك، واصل ماكوتر حملته في نيو هامبشاير، مركّزًا على«إعادة الهيكلة الأساسية للحكومة». تم تعيين المضيف الإذاعي كريس باك كقائد للعمليات في نيو هامبشاير.

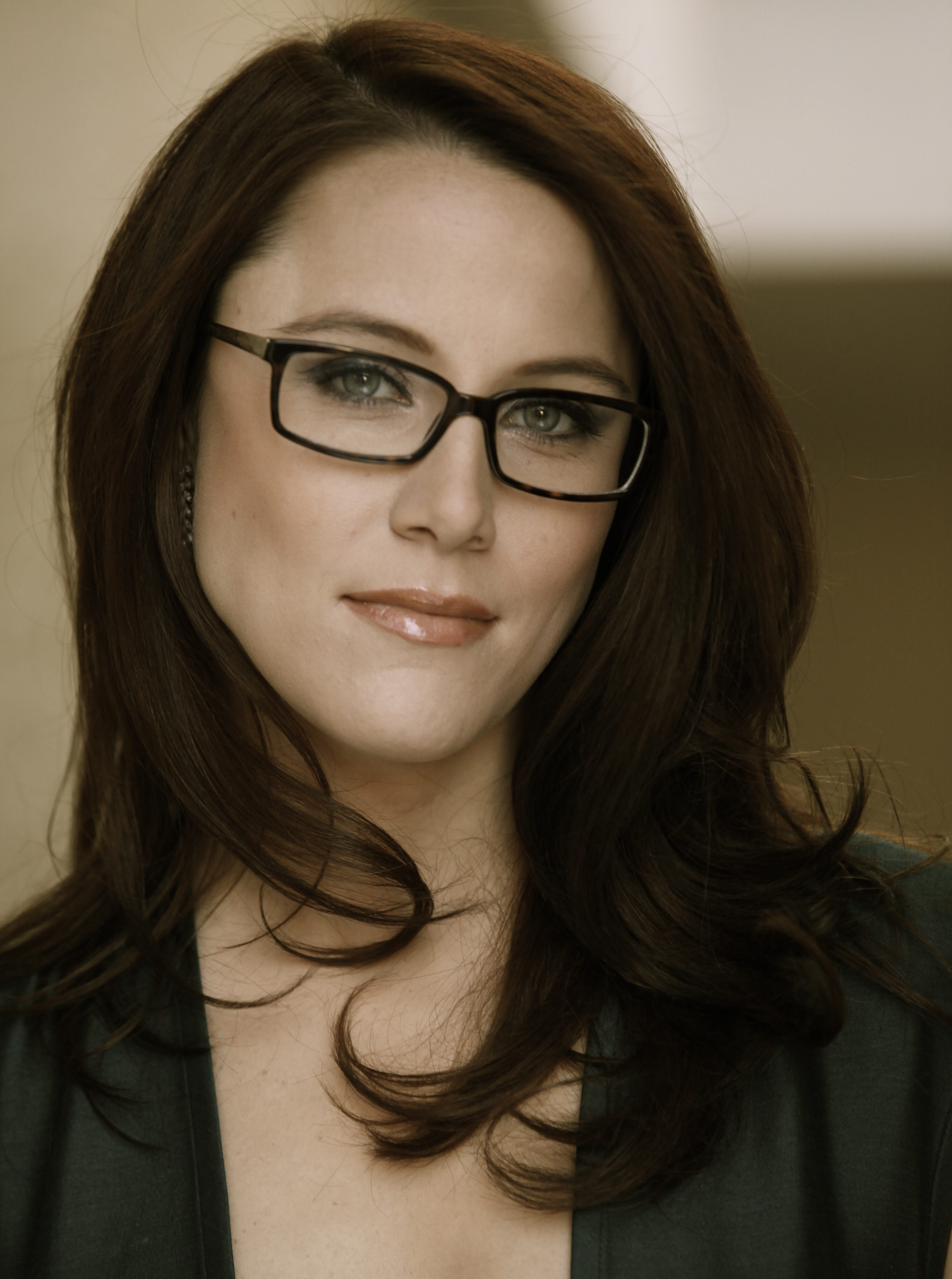
ذكر المعلق السياسي س.إ.

عاد مكوتر إلى ولاية أيوا في منتصف يوليو لحضور مزيد من فعاليات الحملة. في هذا الوقت تقريبًا،وضع كريس سيليزا من صحيفة واشنطن بوست احتمالات فوز ماكوتر باستطلاع أميس سترو في المركز الأخير من مائة إلى واحد بين المرشحين المدرجين. وجد استطلاع هاريس الذي أجري في الفترة من 11 إلىJuly 11–18أن92 percent من الناخبين لم يكونوا على دراية بماكوتر، وأقل من1في المائة أيدوه عند مطابقته مع زملائه المتنافسين على الرئاسة. في مباراة افتراضية وجها لوجه مع الرئيس أوباما، حصل ماكوتر على43 percent، مقارنة بـ 57 percent للرئيس. ولحشد الدعم، استخدم مكوتر موقع تويتر الذي حاول من خلاله تجاوز وسائل الإعلام والتواصل مباشرة مع المؤيدين.صرح المتحدث باسم الحملة راندال طومسون أن مكوتر كان «يعتمد على وسائل التواصل الاجتماعي...[و]...طور متابعين مخلصين للغاية».
شارك ماكوتر في أول مناظرةرئاسية على تويتر، في20يوليو، ضد زملائه المرشحين حاكمنيو مكسيكوالسابقغاري جونسون، ورجل الأعمال هيرمان كاين، والممثل ميشيل باخمان، ورئيس مجلس النواب السابق نيوت غينغريتش، والسناتور السابق ريك سانتوروم.في مرحلة ما، سأل وسيط الحوار SE Cupp عما إذا كان الرئيس أوباما معاديًا لإسرائيل، أجاب ماكوتر، «دوافع أوباما ليست هي القضية، تأثير سياساته، المقترحة والمتبعة، قد أدى إلى توتر علاقتنا» مع إسرائيل. عندما طُلب منه التعليق على دور الولايات المتحدة في التدخل العسكري في ليبيا عام 2011 ، أشار ماكوتر إلى مهمة إدارة أوباما بأنها«غير محددة بدقة»، ودافع عن «عدم وجود جنود أمريكيين على الأرض».لكنه أضاف التحذير، «بمجرد الالتزام [بالمهمة] ، لا يمكننا الانسحاب فجأة».
في أواخر تموز (يوليو)، ثناء ذروة أزمة سقف الديون، ألغى مكوتر عدة مظاهر في ولاية أيوا وعاد إلى واشنطن. أيد خطة رئيس مجلس النواب جون بوينر، وصوت لصالح مشروع قانون التسوية.كان المرشح الرئاسي الوحيد في مجلس النواب الذي وافق على مشروع القانون في الكونجرس منذ أن صوّت كلا من زملائه العضوين باخمان ورون بول ضده.

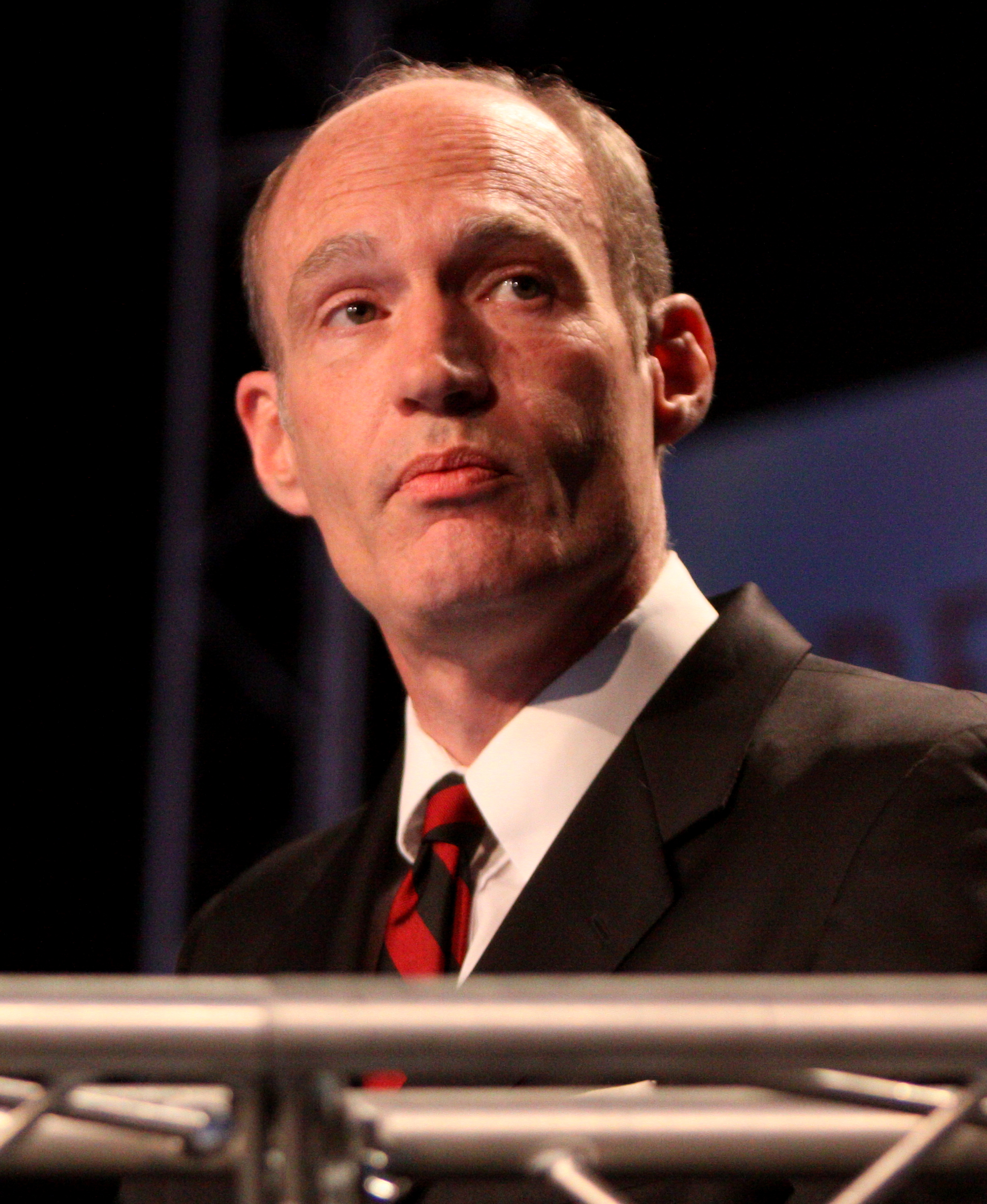
ماكوتر يتحدث في استطلاع أميس سترو في أغسطس 2011.

قبل استطلاع أميس سترو، لم يصل ماكوتر إلى عتبة الاقتراع التي تبلغ1في المائة اللازمة للمشاركة في مناقشة الحدث في11أغسطس على قناة فوكس نيوز.في ذلك الوقت، لم يحظ ماكوتر بدعم كبير، حتى في الداخل.أظهر استطلاع السياسة العامة أنه حصل على خمسة في المائة فقط من الجمهوريين في ميشيغان، وهو رقم وصفه منظمو الاستطلاعات بأنه نادر يأتي من ولاية المرشح. مع أنباء عن مكانته، ألغى ماكوتر توقفًا مقررًا في نيو هامبشاير، وعاد إلى مقره في ميشيغان لتنسيق جهد إدراج المناظرة. وكجزء من الجهد المبذول، صورت الحملة مقطع فيديو على موقع يوتيوب في المطبخ، يظهر فيه ماكوتر وهو يصنع التورية حول الطعام، ويختتم بعبارة«شكرًا يا صاح». ووصفت صحيفة لوس أنجلوس تايمز الفيديو بأنه«مؤسف». على الرغم من الجهد المبذول، لم يفِ ماكوتر بعتبة الاقتراع وتم استبعاده. كان المرشح الوحيد المفقود من النقاش الذي حصل على مكان في الاقتراع.
قبل التصويت مباشرة، خاطب ماكوتر الناخبين فيما وصفته بوليتيكو بأنه«خطاب بطيء، مجرد، رصين بشكل استثنائي». ولم يلق رد فعل جماهيري يذكر بخلاف التصفيق عند إدانة«النظام في بكين» والإعلان«لن أتخلى عن القرن الحادي والعشرين لدكتاتورية شيوعية مسلحة نوويًا». في خيمته، أمضى ماكوتر وقتًا طويلاً في العزف على الجيتار. في الاستطلاع، احتل المركز الأخير من بين عشرة مرشحين، وحصل على 35 votes أو 0.21 percent. بناءً على مبلغ 18000 دولار الذي دفعه مقابل مساحة الحملة، تتوافق النتيجة مع 514 دولارًا لكل صوت. أوضح كريستوفر رانتس، كبير المستشارين، أن الغرض من استطلاع الرأي «لم يكن يتعلق بالأصوات، بل كان يتعلق بتقديم مرشحنا للجمهور في أول منتدى كبير لنا. . .بأي مقياس، فعلنا ذلك».

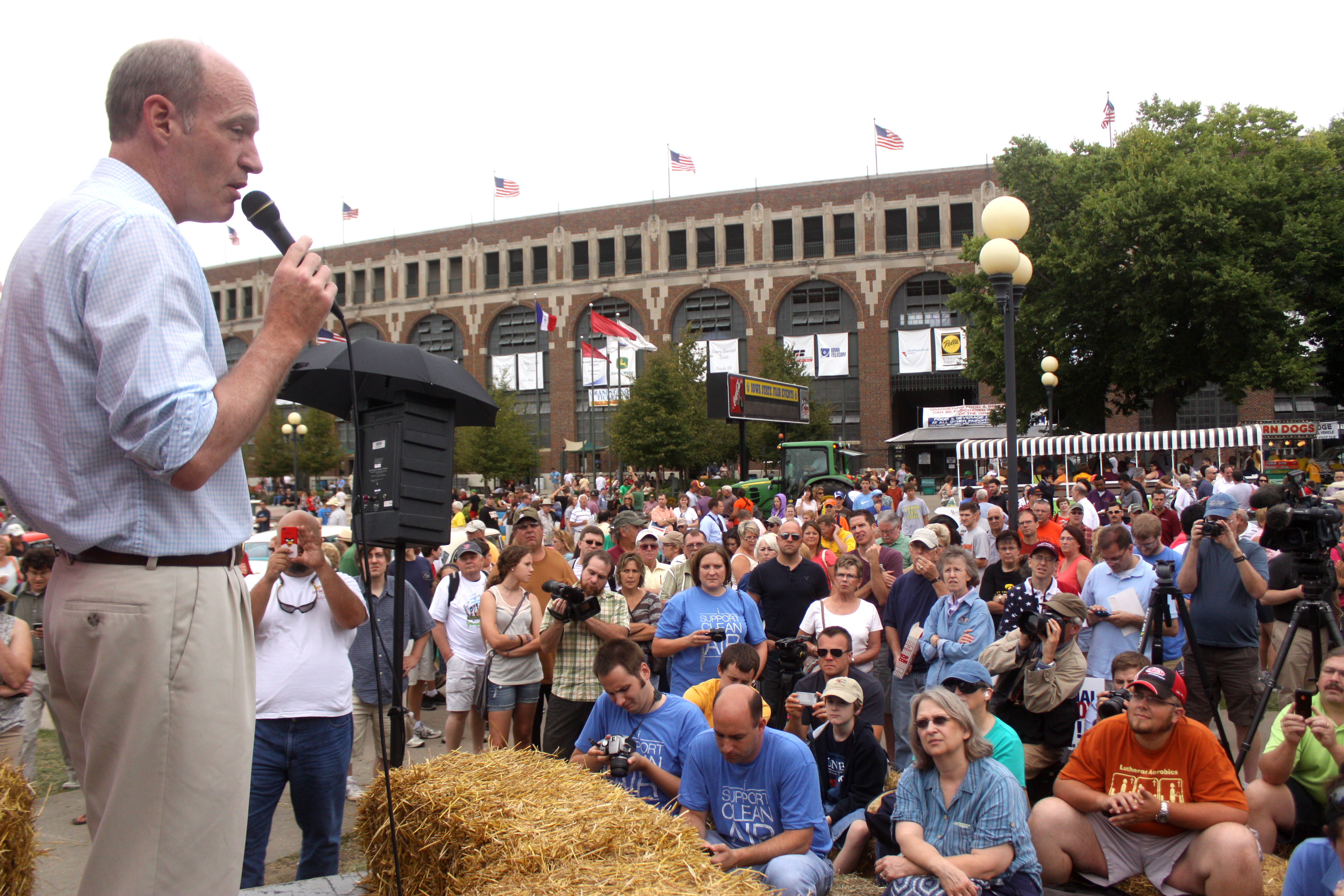
حملات مكوتر في معرض ولاية آيوا في أغسطس 2011.

بعد ثلاثة أيام من هذا الاستطلاع، كتب ماكوتر مقالاً في مجلة ناشيونال ريفيو يحدد فيه بعض خططه الاقتصادية.ودعا إلى تخفيض الإنفاق،واشتراط احتياطي عشرين في المائة للبنوك للإبقاء على رأس المال، وحوافز لتقليل حبس الرهن العقاري. قام بحملة في نيو هامبشاير يوم 19 أغسطس، وقام بتصوير فيلم «محادثة مع المرشح» لصالح WMUR-TV.في اليوم التالي، حضر حفلة مع SE Cupp للجمهوريين الشباب من Sea Coast. عاد إلى ولاية أيوا في آخر توقف حملته في الولاية من 24 أغسطس إلى 27 أغسطس  في نهاية الشهر، ظهر ماكوتر في برنامجDennis Miller وتحدث عن استبعاده من المناظرات. فشل في تلبية متطلبات كل من مناظرات MSNBC في7سبتمبر و12سبتمبر CNN. بالنسبة إلى مناظرة MSNBC، كان على المرشح أن يظهر استطلاعًا واحدًا بتأييد أربعة بالمائة.جادل مكوتر بأنه بينما لم يقابل هذا، في استطلاع كوينيبياك، تعادل مع ريك سانتوروم وجون هانتسمان جونيور، وكلاهما تأهل. ومن بين المرشحين الآخرين الذين لم يتأهلوا، غاري جونسون وحاكم لويزيانا السابق بادي رومر، الذي مثل ماكوتر، لم يتأهل لأي مناظرات تلفزيونية.
واصل مكوتر جهوده ليتم تضمينه في المناقشات في سبتمبر.في9 سبتمبر، قام ماكوتر برحلته الأخيرة في حملته الانتخابية إلى نيو هامبشاير، حيث حضر الأحداث لمدة يومين. كان من المفترض أن يظهر في ولاية أيوا مرة أخرى بعد خمسة أيام، لكنه اضطر إلى الإلغاء بسبب التصويت في الكونجرس. أثناء وجوده في واشنطن، قدم خطة إصلاح الضمان الاجتماعي المدعومة من Grover Norquist، والتي كانت ستنشئ حسابات خاصة لمن تقل أعمارهم عن 50 yearsبمزايا حكومية مضمونة محدودة.ودعا المرشحين الرئاسيين الآخرين من الحزب الجمهوري إلى الإفصاح عن خططهم الخاصة بالضمان الاجتماعي. بعد ذلك بوقت قصير، شارك ماكوتر في مؤتمر كاليفورنيا الجمهوري. في خطاب ألقاه هناك، انتقد الرئيس أوباما، قائلاً:"بغض النظر عن عدد المرات التي تجوب فيها سيارة المهرج في حملته أمريكا، نعلم أن الاقتصاد الأكثر ازدهارًا وإنصافًا في تاريخ البشرية تم إنشاؤه بواسطة أنت، الشعب الأمريكي، وليس من قبل البيروقراطيين في واشنطن". في استفتاء الحدث، حصل على أقل من واحد بالمائة من الأصوات. حاول مكوتر الدخول في مناظرة Fox News في 22 سبتمبر، لكنه أفاد عبر Twitter ، "@Foxnews بلطف أنني سأستبعد من مناقشة أورلاندو GOP POTUS." 

### انسحاب
في 22 سبتمبر 2011، أبلغ مكوتر صحيفة ديترويت نيوز أنه سينسحب من السباق الرئاسي.وأوضح أن الأمر«كان نوعًا من الموت من قبل وسائل الإعلام» بسبب استبعادك من المناظرات الرئاسية، وقال «إذا أبعدوك عن المناظرات، فأنت خارج المحادثة ولا يمكنك الترشح». ثم أصدر بيانًا أيد فيه ميت رومني لمنصب الرئيس، ودعا الحزب الجمهوري إلى الاتحاد خلف رومني باعتباره المرشح الأكثر انتخابًا.في البيان الصحفي، أعلن ماكوتر أيضًا أنه سيرشح نفسه لإعادة انتخابه في دائرته بالكونغرس.
وكتبت صحيفة لوس أنجلوس تايمز في تقريرها عن الانسحاب ، «ما هذا؟ألم تسمع من قبل عن ثاديوس مكوتر؟ حسنًا ، هذا هو السبب الرئيسي لكونه مرشحًا سابقًا الآن.» قال المعلق بيل بالينجر من Inside Michigan Politics إن ماكوتر «ليس لديه حقًا أي عمل في الترشح للرئاسة. إذا كان يريد أن يكون له أي مستقبل سياسي، فإن تأييد ميت رومني الآن هو الشيء الذكي الذي يجب فعله». لاحظ جار ماكوتر، المدعي العام السابق لميتشيغان ، مايك كوكس، «لقد جرب ذلك، من الواضح أنه لم ينجح. وهو يفعل الشيء العقلاني ويترك». لخص ستيف كورناكي من Salon الحملة الشاملة على أنها «قصة تحذيرية حول ما يمكن أن يحدث عندما يصبح عضو مجلس النواب العادي في الكونجرس أحد مشاهير الأخبار الكابلية الصغيرة ويخطئ في أنها تتمتع بمتابعة وطنية حقيقية.» 

## ما بعد الكارثة
بعد أيام قليلة من انتهاء الحملة، سألت «ديترويت نيوز» ماكوتر عما إذا كان قد استمتع بحملته الرئاسية، فأجاب:"لا ، لقد كانت أسوأ15 minutes في حياتي". تم إصدار مجاميع جمع التبرعات للأشهر الثلاثة من تشغيل ماكوتر إلى لجنة الانتخابات الفيدرالية في أكتوبر 2011. بشكل عام، جمع 548,606 دولارًا (تم تحويل468،561دولارًا من اللجان المعتمدة)، ودفع 541,532 دولارًا على النفقات، وكان لديه دين قدره 105,367 دولارًا. اعتبارًا من يونيو 2013، لا يزال هناك دين قدره 105,636 دولارًا.
في مقابلة مع GQ قبل الانتخابات التمهيدية في ميشيغان في فبراير 2012، أعرب ماكوتر عن قلقه من أن الجمهوريين كانوا يستخفون بقوة الديمقراطيين، وأن الفوز في الغرب الأوسط سيكون صعبًا بسبب موقف الجمهوريين من التصنيع وإنقاذ وول ستريت. وأكد أنه على الرغم من عدم اتفاقه مع رومني بشأن إنقاذ صناعة السيارات، إلا أن رومني لديه أفضل فرصة للتغلب على العقبات.
على الرغم من أن مكوتر قرر الترشح لإعادة انتخابه في منطقته بالكونجرس، إلا أنه فشل في التأهل للانتخابات التمهيدية للحزب الجمهوري في منطقته بعد إعلان أن غالبية التماساته كانت مزورة. وأعقب ذلك تحقيق في الحملة من قبل مكتب المدعي العام في ميشيغان. أشار ستيف كورناكي إلى أن التزوير ربما كان مرتبطًا بالحملة الرئاسية، إذا «جعله يرفع عينه عن إعادة انتخابه لمجلس النواب»، لكن ماكوتر رفض هذا باعتباره «خط تفكير غبي». كان يأمل في البداية في شن حملة كتابة ، لكنه قرر رفضها ، ووجد أنه لا يستطيع إدارة الحملة أثناء التعاون مع التحقيق ويقضي ما تبقى من فترته في الكونجرس. بعد شهر، استقال من الكونجرس ، مدعيا أن ذلك كان ضروريًا للمساعدة الكاملة في تحقيق الاحتيال في الالتماس. وجد التحقيق أنه بالإضافة إلى التماسات عام2012، فإن التماسات ماكوتر لإعادة انتخاب الكونجرس من2006و 2008 و 2010، أظهرت أيضًا أدلة على التزوير. ورفع ماكوتر دعوى قضائية ضد اثنين من مساعديه متهما إياهما بالتخريب المتعمد. في النهاية ، تم توجيه تهم وإدانة أربعة مساعدين، بمن فيهم واحد تمت مقاضاته ، بارتكاب انتهاكات تتعلق بالاحتيال.
قبل يوم واحد من استقالته من الكونجرس ، ذكرت صحيفة ديترويت نيوز أنه بعد إنهاء حملته الرئاسية، أخذ مكوتر يكتب طيارًا تلفزيونيًا بعنوان«ملصق ممتص الصدمات: صنع في موتاون».تمحورت حول مكوتر كمضيف لبرنامج متنوع مع شخصيات تستند إلى موظفي الكونغرس، الذين سخروا من حملته الرئاسية وناقشوا مواضيع صعبة مثل الجنس والعرق والوظائف الجسدية. في مشهد واحد من السيناريو، ضيف الشرف SE Cupp؛ تحاول McCotter إجراء مقابلة جادة معها، لكن الشخصيات الأخرى تدلي بتعليقات جنسية صريحة، مما دفع Cupp إلى وصف العرض بأنه «حطام قطار». قام موظف سابق بنشر العمل لوسائل الإعلام لإظهار ما فعله مكوتر أثناء وجوده في منصبه.وردا على ذلك، نفى ماكوتر ارتكاب أي مخالفة، قائلا إن ذلك كان مؤلفا إلى حد كبير في مرآبه كوسيلة للتغلب على حملته الرئاسية الفاشلة. قال إن النص لم يكتمل ولم يأذن بنشره، لكنه قرر مناقشته مع The News.واستشهد بالعرض القصير للممثل الكوميدي مارتن مول عام1977فيرنوود 2 نايت كمصدر إلهام، وكشف أنه خطط لمغادرة الكونجرس في عام 2014 وكان يستعد لمهنة مستقبلية.

## روابط خارجية
قالب:United States presidential election, 2012